# 伤逝
《伤逝》是鲁迅唯一的一篇爱情小说，收录在小说集《彷徨》裡，终笔于1925年10月21日 。《伤逝》被公认为是鲁迅小说中最复杂，最引起歧义，“最是难解”（周作人语）的一篇 。

## 作者简介
周树人，字豫才，原名樟寿，字豫山、豫亭，以笔名鲁迅聞名於世，浙江绍兴人，為20世纪中国的作家，新文化运动的领导人、支持者，中国现代文学的奠基人和开山巨匠，在西方世界享有盛誉的中国现代文学家、思想家。鲁迅的主要成就包括杂文、短中篇小说、文学、思想和社会评论、学术著作、自然科学著作、古代典籍校勘与研究、散文、现代散文诗、旧体诗、外国文学与学术翻译作品和木刻版画的研究，对于五四运动以后的中国社会思想文化发展产生了一定的影响，蜚声世界文坛，尤其在韩国、日本思想文化领域有极其重要的地位和影响，被誉为“二十世纪东亚文化地图上占最大领土的作家”。

## 内容简介
《伤逝》是鲁迅唯一以爱情为主题的小说，以男主人公涓生为第一人称来叙述的。小说描写的是在中国北京1920年代，涓生与子君的爱情故事。青年涓生与子君有着文学和制度变革的共同话题。

故事講述涓生自以為是啟蒙導師，常向子君灌輸啟蒙思想，在子君突然發表獨立的言論時，一時興奮起來的涓生立即向子君求婚，子君在一時驚惶下和他許諾，為了愛的子君離開了家門，他们打破了传统的长辈指婚的习俗，在自由恋爱的基础上开始了同居生活。

然而涓生只想到解放而沒有考慮解放後的事，在生活中涓生和子君二人都在單方面為他們所憧憬的事而努力，涓生一開始認定子君是他努力啟蒙下的成果，但子君後來整天窩在家中並不像以往積極的她，一直認為子君是負累，但子君一直都是愛著涓生，她聽從涓生的話一直為生活著想，涓生求婚時連戒指也沒有，但當二人窮困時，沒有經濟權的她卻要變賣自己的嫁妝，加上她仍持有「男主外、女主內」的觀念，她沒想過自己也可以到外工作，由始至終二人都不理解對方的含意。

故事的後段，沒有經濟能力的涓生開始變賣家中的財產，當他放走了二人的狗阿隨和殺了飼養著的雞（原本子君只是想飼養牠們）來吃時，子君開始想到將來她也會被趕走，最後涓生在生活嚴重困難之際，向子君暗示分手,子君后来被她父亲接走，不久便在家乡死去。涓生心感後悔，但他並沒有因此悔改，他把責任推卸給已死而無法反抗的子君，并以遺忘和說謊逃避。

## 改编
1981年改编为歌剧《伤逝》，由人民音乐家施光南作曲，韩伟、王泉编剧 。

1981年北京电影制片厂摄制了同名电影《伤逝》。同年获得文化部优秀影片奖；1982年获第二届中国电影金鸡奖最佳摄影奖、最佳剪辑奖（傅正义） 。